# 徳富久子

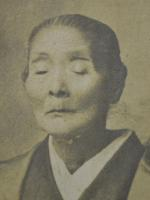
徳富久子

徳富 久子（とくとみ ひさこ、1829年5月13日（文政12年4月11日） - 1919年（大正8年）2月18日）は、幕末から大正時代の女性。漢学者徳富一敬の妻。徳富蘇峰、徳冨蘆花、湯浅初子らの母。

## 生涯
1829年（文政12年）に、肥後熊本藩郷士矢島忠左エ門直明と鶴子の四女として、肥後上益城郡杉堂村に生まれる。
1848年（嘉永元年）、横井小楠門下の漢学者徳富一敬と結婚し、3男5女をもうけた。後年、東京へと移り住み、妹矢嶋楫子の日本基督教婦人矯風会の仕事を助けた。
1919年（大正8年）2月18日に死去。享年91。墓所は多磨霊園

## 親族
- 父 - 矢島忠左エ門直明（1794-1855）。地方役人(郡代手付横目役、唐物抜荷改方横目）。父親の矢島弥平治（1760-1835）は上益城郡津森村杉堂の農家の出で、地元に錦帯橋を参考にした眼鏡橋を架けた功にて郷士となったと伝わる[3][4]。
- 母 - 鶴子。父親の三村和兵衛は郡内の鯰郷の郷士で、夫の直明とは幼馴染[3]。三村家は元々秋月姓の浪士で、筑前から当地に移り住んで代々農を営み、和兵衛の代に近隣3つの村を治める役人惣庄屋に抜擢されたことから三村を姓としたが、上役に厭われて惣庄屋から塘方役人に格下げされた[5]。
  - 長女 - 三村にほ子（1820-1894）。三村伝（旧名・伝之助）の妻。母の実家三村家を継ぐ。孫に陸軍大将の古荘幹郎・千葉銀行頭取の古荘四郎彦。
  - 次女 - 藤島茂登子（1820-1882）。にほ子の双子の妹。藤島昌和妻、藤島正健母。正健の妻は佐々木信綱の長女。
  - 長男 - 矢嶋源助(直方、1823－1885)。横井小楠に学び、維新後、堺県権参事官、福岡県大参事官などを歴任後、帰郷して小学校の設置や水田開発、茶の栽培など郷里の発展につくした[6]。
  - 三女 - 竹崎順子
  - 四女 - 徳富久子
  - 五女 - 横井つせ子（1832-1894）。横井小楠後妻。子に横井時雄
  - 六女 - 矢嶋楫子
  - 七女 - 河瀬貞子（1838-1922）河瀬典次妻

- 夫 - 徳富一敬

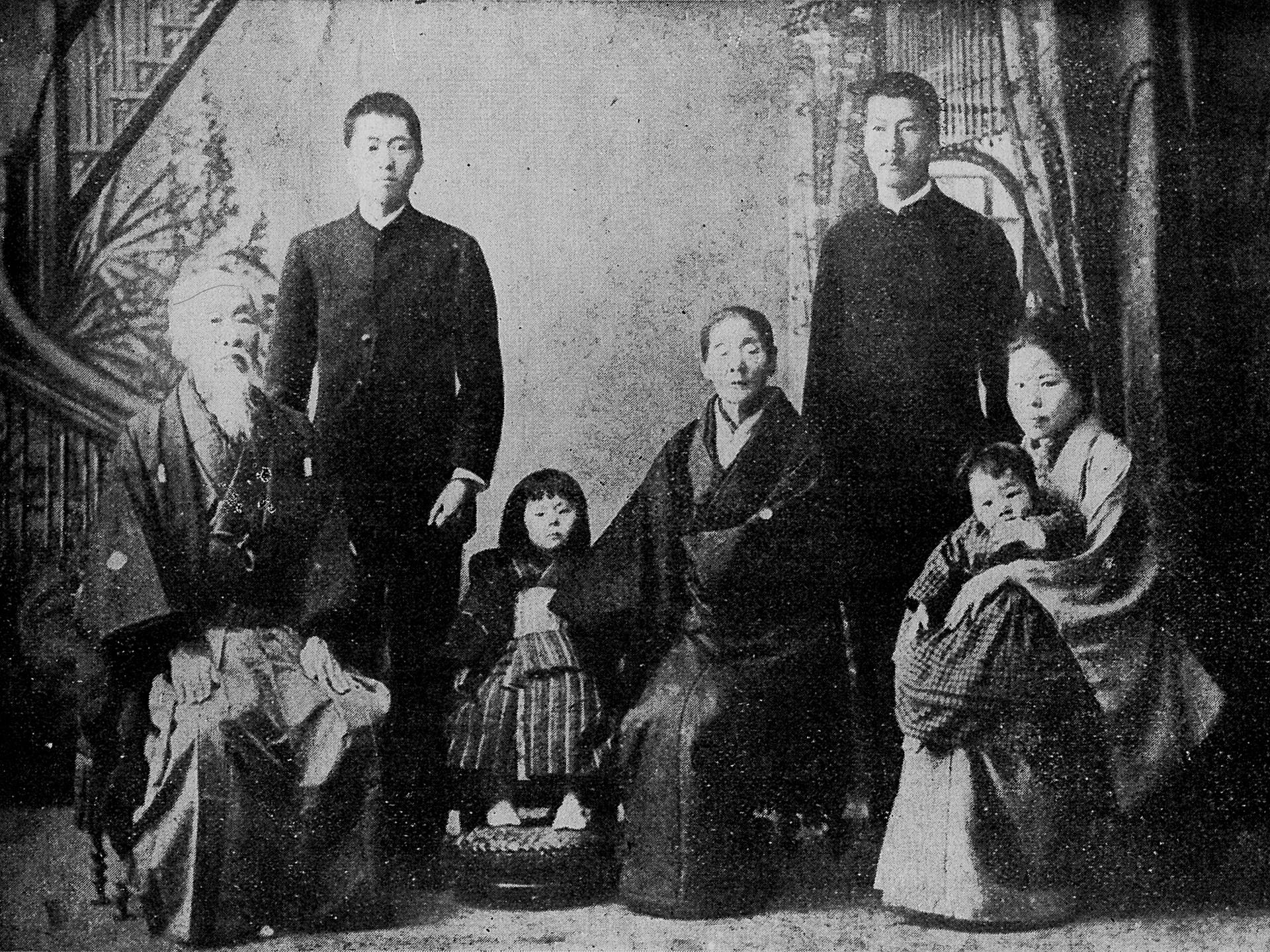
1891年の徳富家（前列中央が徳富久子）

  - 長女 - 山川常子。陸軍大尉・山川清房の妻[7]。
  - 次女 - 河田光子。実業家・河田精一の妻。河田（1845－1929）は1874年に熊本織物協会を組織し、熊本県の絹織業の振興に尽力した[8]。子の拳の岳父に元細川家家扶で球磨川電気、九州電力の社長を務めた中島為喜がいる[9]。
  - 三女 - 大久保音羽子。牧師・大久保真次郎と結婚し、娘に久布白落実。
  - 四女 - 湯浅初子。湯浅治郎と結婚し、子に湯浅八郎・湯浅十郎・湯浅与三など。
  - 長男 - 徳富蘇峰（猪一郎）
  - 次男 - 友喜（夭逝）
  - 三男 - 徳冨蘆花（健次郎）